# Dun Mountain-Maitai Terrane

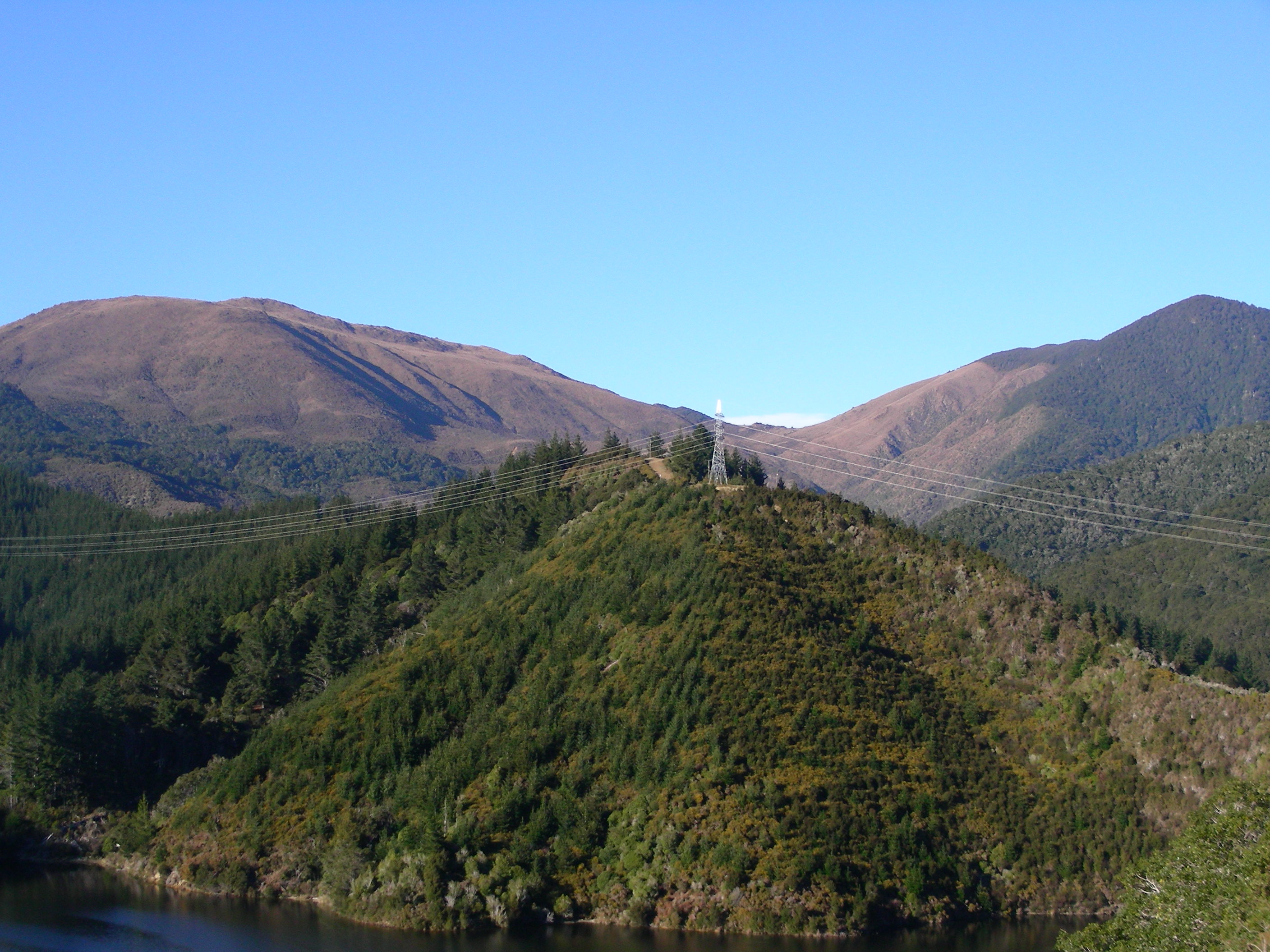
La Dun Mountain, da cui deriva la denominazione del terrane.

Il Dun Mountain-Maitai Terrane è un terrane della Nuova Zelanda che comprende la "Dun Mountain Ophiolite Belt" (in lingua inglese:  cintura ofiolitica della Dun Mountain)( chiamata anche Mineral Belt), il Maitai Group e il Patuki Mélange.
L'ofiolite della Dun Mountain risale al Permiano e viene ritrovata nell'Isola del Sud della Nuova Zelanda. In epoca preistorica questa ofiolite veniva estratta dai Maori alla ricerca sia dell'argillite metasomatizzata, che della pounamu (pietra verde come la giada) che veniva usata per la produzione di strumenti e oggetti di gioielleria.
Verso la fine del 1800 la cintura ofiolitica della Dun Mountain venne investigata per il suo potenziale economico. In questo periodo venne assegnata l'attuale denominazione alle rocce di dunite (il cui nome deriva da quello della Dun Mountain) e rodingite (il cui nome deriva da quello del fiume Roding.
La scoperta di depositi di cromite nei pressi della città di Nelson portò alla costruzione della prima linea ferroviaria neozelandese, la Dun Mountain Railway, anche se l'attività estrattiva fu limitata agli anni compresi tra il 1882 e 1886. Nel XX secolo, la serpentinite veniva scavata per utilizzarla come fertilizzante, mentre l'ofiolite rimaneva una delle più importanti fonti di pounamu (giada). Tutte le successive esplorazioni alla ricerca di altri minerali si sono rivelate economicamente infruttuose. 

## Descrizione
La Dun Mountain Ophiolite Belt è costituita da una tipica sequenza ofiolitica di rocce ultrafemiche a cui si sovrappone una sequenza di rocce plutoniche, quindi una sequenza di rocce vulcaniche e infine i conglomerati e le rocce sedimentarie del Maitai Group. Le rocce ultrafemiche si trovano solamente nella Dun Mountain, nelle Red Hills e nella Red Mountain, mentre altrove sono serpentinizzate. Sotto alla sequenza ofiolitica si trova il melange ofiolitico del Patuki Mélange.
La Dun Mountain Ophiolite Belt si è probabilmente formata in un ambiente di avantarco.